# Jan Franciszek Regis
Jan Franciszek Regis, (fr.) Jean-François Régis (ur. 31 stycznia 1597 w Fontcouverte; zm. 31 grudnia 1640 w Lalouvesc) – francuski święty Kościoła katolickiego.

## Życiorys
Jan Franciszek Regis urodził się 31 stycznia 1597 roku w szlacheckiej rodzinie w Fontcouverte na południu Francji. Wstąpił do zakonu jezuitów i został wyświęcony na kapłana w 1630 roku. Opiekował się z chorymi w czasie epidemii dżumy. W 1633 roku udał się do diecezji Viviers na zaproszenie miejscowego biskupa. Pracował jako misjonarz na pograniczu Owernii i Langwedocji. Zmarł 31 grudnia 1640 roku na zapalenie płuc w Lalouvesc.
Został beatyfikowany przez papieża Klemensa XI w dniu 18 maja 1719 roku, a kanonizowany przez papieża Klemensa XII w dniu 5 kwietnia 1737 roku. Wspomnienie liturgiczne obchodzone jest w dies natalis.